# Archevêque de Glasgow
L'archevêque de Glasgow est le chef ecclésiastique de l'archidiocèse de Glasgow, en Écosse. Ce titre, aboli au sein de l'Église d'Écosse en 1689, est rétabli en 1878 au sein de l'Église catholique.

## Histoire

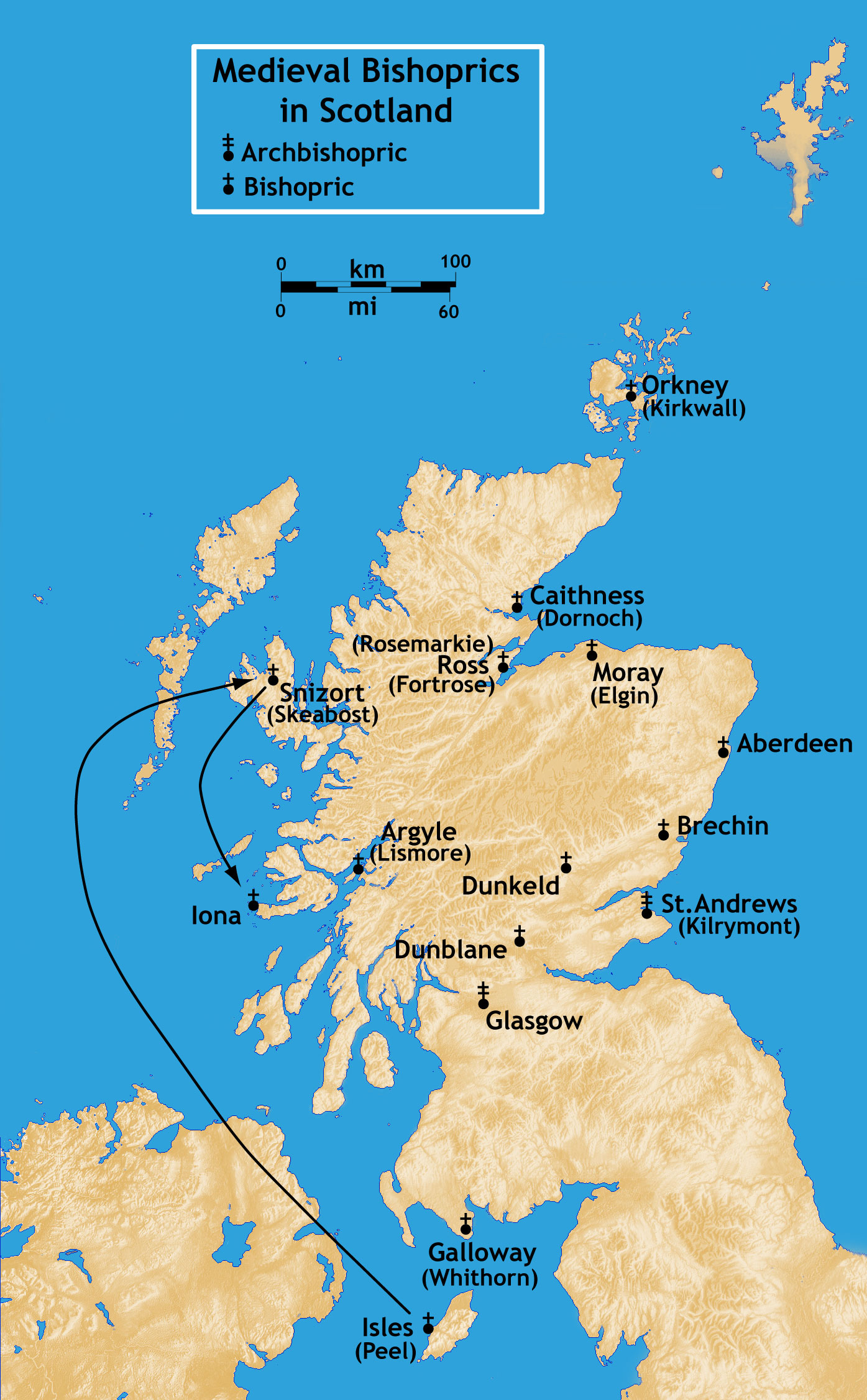
Carte des évêchés écossais médiévaux.

Les deux premiers évêques de Glasgow connus, Magsuen et Johannes Scotus (en), sont attestés au milieu du XIe siècle. Ils auraient été consacrés par l'archevêque d'York Cynesige.
L'évêché est élevé au rang d'archevêché par le pape Innocent VIII en 1492.
Après la Réforme écossaise, l'archevêché perdure au sein de l'Église d'Écosse jusqu'à l'abolition de tous les évêchés de cette église en 1689.

## Liste des évêques et archevêques de Glasgow

### Jusqu'à la Réforme

#### Évêques de Glasgow (jusqu'en 1492)
- fl. 1055 x 1060 : Magsuen
- fl. 1055 x 1060 – 1066 ? : Johannes Scotus (en)
- fl. 1109-1114 : Michel (en)
- (1109 x 1118) – 1147 : Jean
- 1147-1164 : Herbert de Selkirk (en)
- 1164-1174 : Enguerrand
- 1174-1199 : Jocelin
- 1199 : Hugh de Roxburgh
- 1199-1202 : William de Malveisin (en)
- 1202-1207 : Florent de Hollande (en)
- 1207/1208 – 1232 : Walter Capellanus (en)
- 1232/1233 – 1258 : William de Bondington
- 1259 : Nicholas de Moffat (en)
- 1259-1267 : John de Cheam (en)
- 1268-1270 : Nicholas de Moffat (en)
- 1270-1271 : William Wishart (en)
- 1271-1316 : Robert Wishart
- 1317 : Stephen de Dunnideer (en)
- 1317 : John de Lindsay (en)
- 1318-1323 : John de Egglescliffe (en)
- 1323-1335 : John de Lindsay (en)
- 1336-1337 : John Wishart (en)
- 1338-1367 : William Rae (en)
- 1367-1387 : Walter Wardlaw
- 1387-1408 : Matthew de Glendonwyn (en)
- 1408-1425 : William de Lauder (en)
- 1425-1446 : John Cameron (en)
- 1447 : James Bruce (en)
- 1447-1454 : William Turnbull (en)
- 1455-1473 : Andrew de Durisdeer (en)
- 1474-1483 : John Laing (en)
- 1483 : George Carmichael (en)
- 1483-1492 : Robert Blackadder (en)

#### Archevêques de Glasgow (1492-1560)

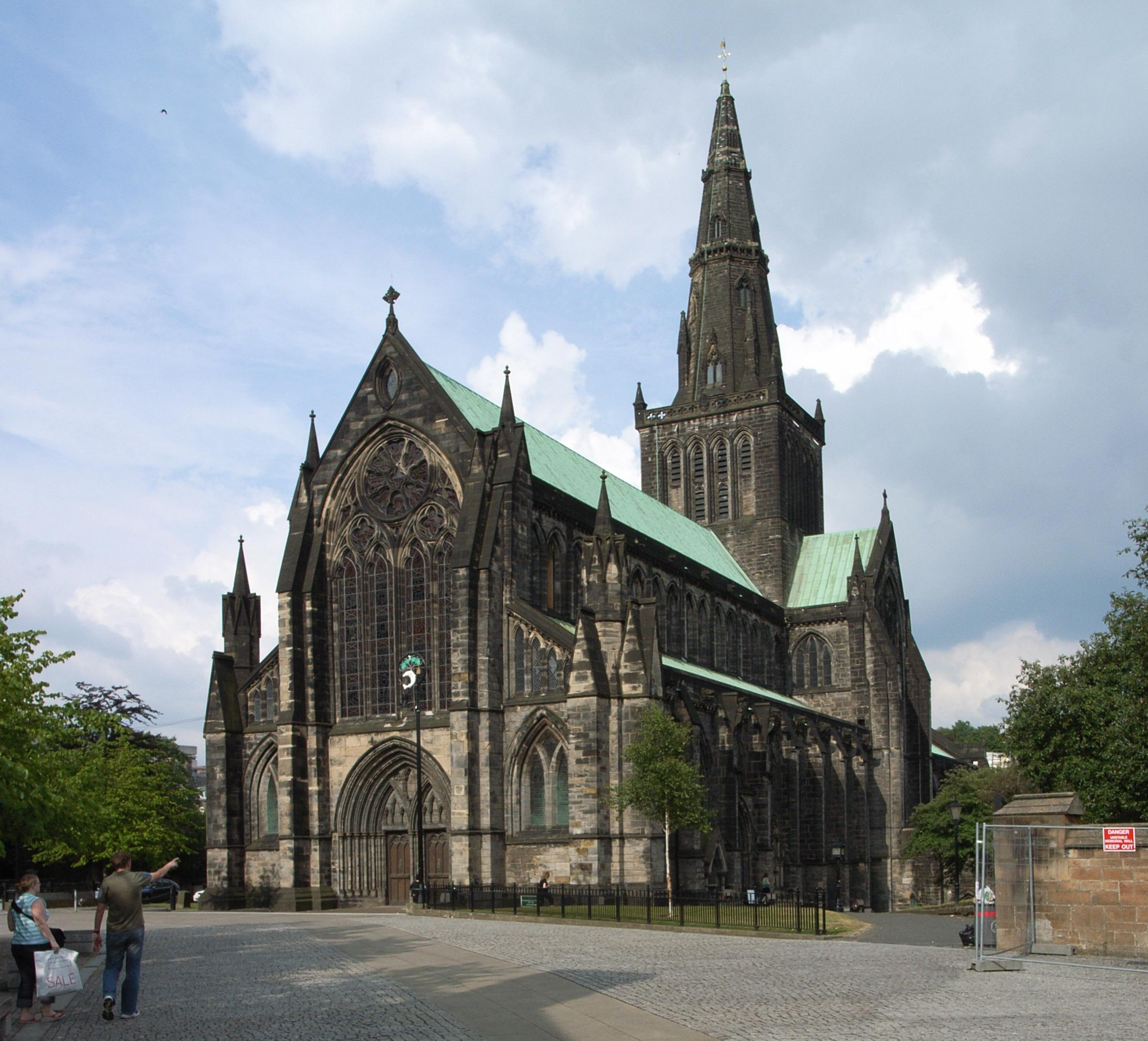
La cathédrale Saint-Mungo de Glasgow, siège des archevêques antérieurs à l'abolition du titre en 1689.

- 1492-1508 : Robert Blackadder (en)
- 1508-1522 : James Beaton
- 1524-1547 : Gavin Dunbar (en)
- 1550-1551 : Alexander Gordon (en)
- 1551-1571 : James Beaton (en)

### Depuis la Réforme

#### Succession de l'Église d'Écosse (1560-1689)
- 1571-1572 : John Porterfield (en)
- 1573-1581 : James Boyd of Trochrig
- 1581-1585 : Robert Montgomery
- 1585-1587 : William Erskine
- 1598-1603 : James Beaton (en) (de jure)
- 1603-1615 : John Spottiswoode
- 1615-1632 : James Law
- 1632-1638 : Patrick Lindsay (en)
- 1638-1661 : épiscopat aboli
- 1661-1664 : Andrew Fairfoul (en)
- 1664-1669 : Alexander Burnet (en)
- 1671-1674 : Robert Leighton (en)
- 1674-1679 : Alexander Burnet (en)
- 1679-1684 : Arthur Rose (en)
- 1684-1687 : Alexander Cairncross (en)
- 1687-1689 : John Paterson (en)

#### Succession de l'Église épiscopalienne écossaise (1689-1837)

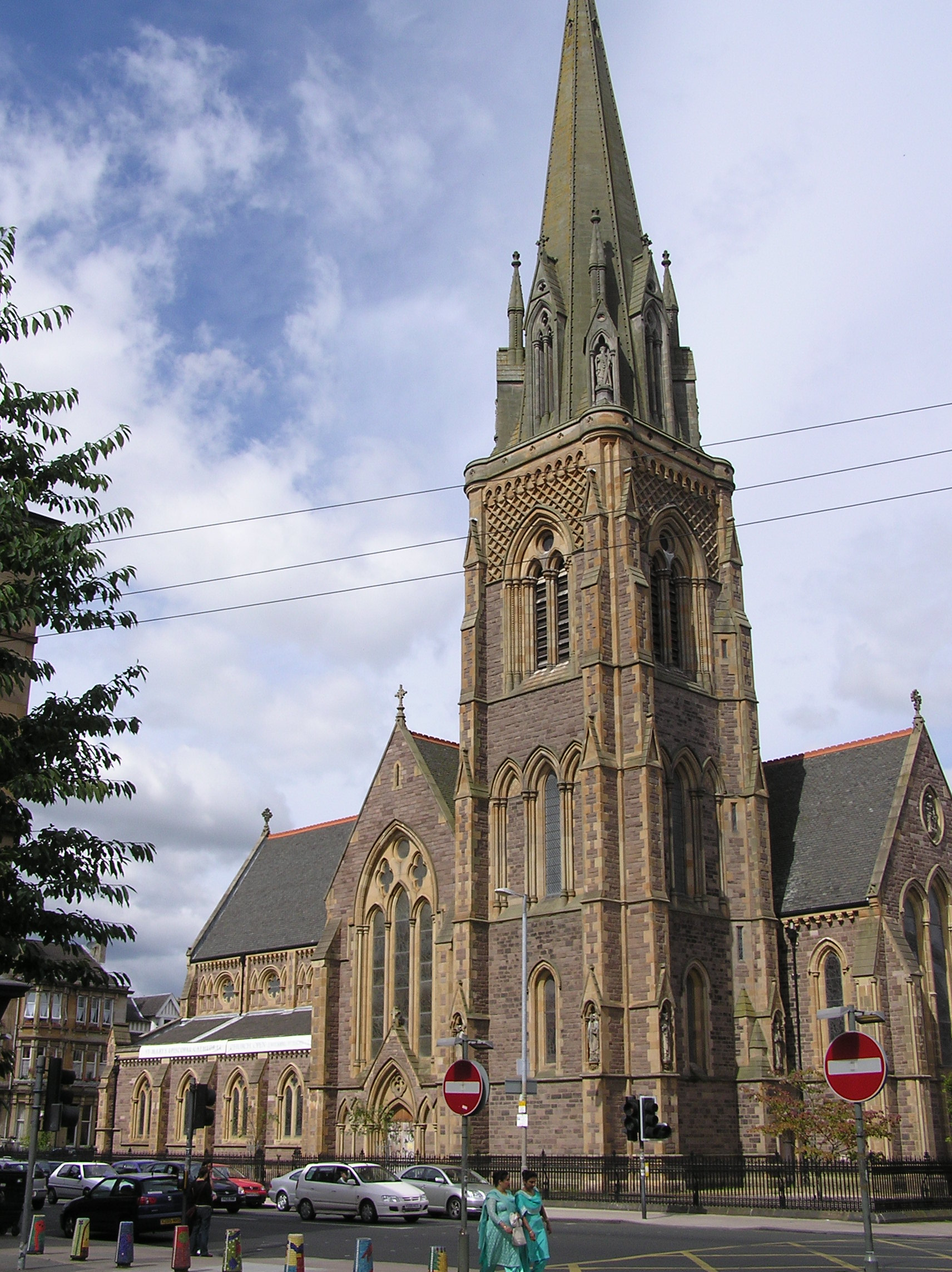
La cathédrale Sainte-Marie de Glasgow, siège des évêques épiscopaux de Glasgow et Galloway.

- Archevêques :
  - 1689-1708 : John Paterson (en)
  - 1708-1724 : siège vacant

- Évêques :
  - 1724-1733 : Alexander Duncan (en)
  - 1733-1805 : siège administré par l'évêque d'Édimbourg
  - 1805-1809 : William Abernethy Drummond (en)
  - 1809-1837 : siège administré par l'évêque d'Édimbourg

En 1837, le diocèse de Glasgow est rattaché au diocèse de Glasgow et de Galloway.

#### Succession de l'Église catholique (depuis 1827)

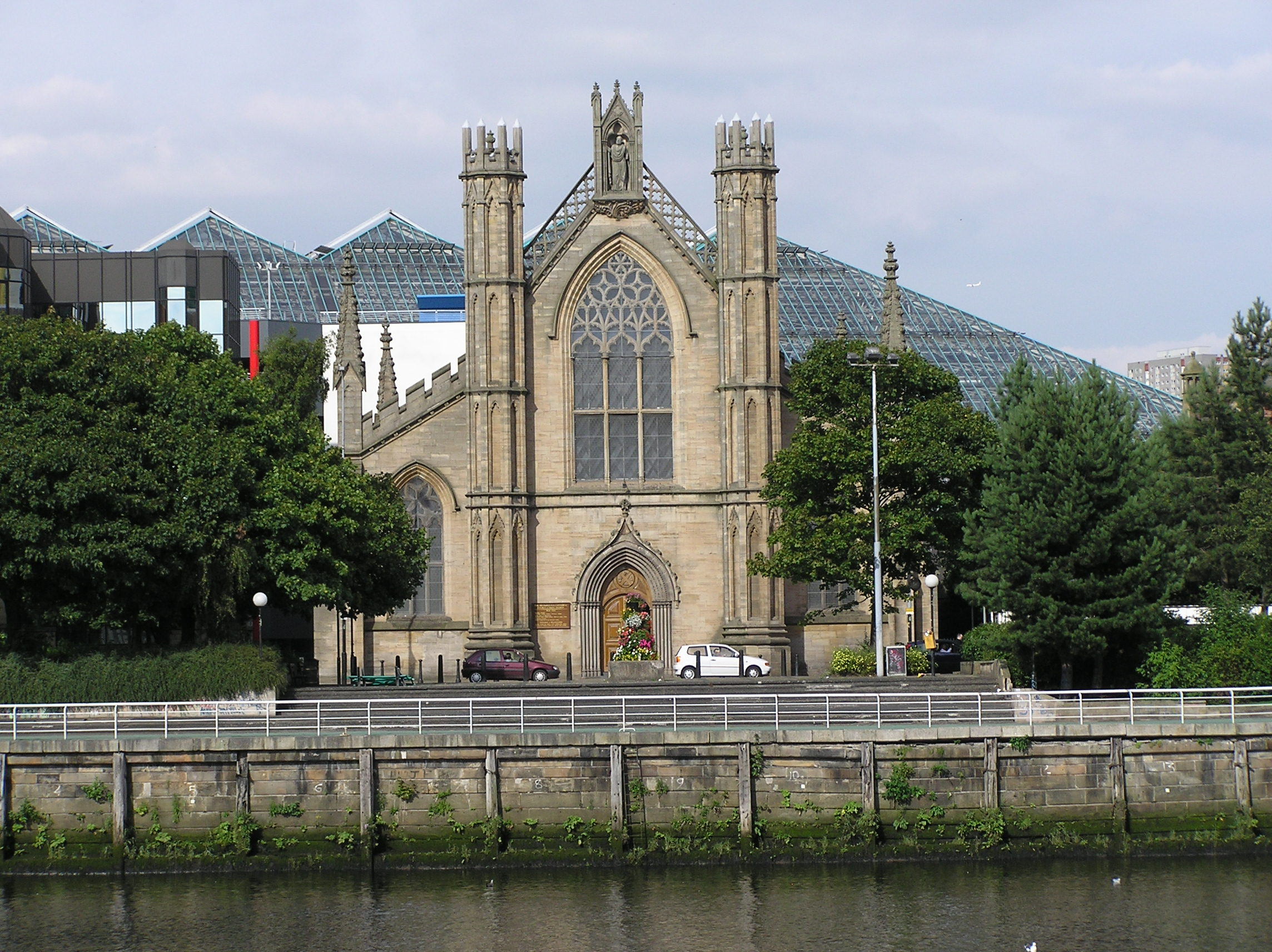
La cathédrale Saint-André de Glasgow, siège des archevêques catholiques modernes.

- Vicaires apostoliques du district de l'Ouest :
  - 1827-1832 : Ranald MacDonald (en)
  - 1832-1845 : Andrew Scott (en)
  - 1845-1865 : John Murdoch (en)
  - 1865-1869 : John Gray (en)
  - 1869-1878 : Charles Eyre (en)

- Archevêques :
  - 1878-1902 : Charles Eyre (en)
  - 1902-1920 : John Maguire (en)
  - 1920-1922 : siège vacant
  - 1922-1943 : Donald Mackintosh (en)
  - 1945-1947 : Donald Campbell (en)

- Archevêques métropolitains :
  - 1945-1963 : Donald Campbell (en)
  - 1964-1974 : James Scanlan (en)
  - 1974-2001 : Thomas Joseph Winning
  - 2002-2012 : Mario Conti (en)
  - 2012-2021 : Philip Tartaglia
  - depuis 2021 : siège vacant